# Siedener Moor
Das Siedener Moor ist ein Naturschutzgebiet in den niedersächsischen Gemeinden Borstel und Maasen im Landkreis Diepholz und der Gemeinde Steyerberg im Landkreis Nienburg.

## Allgemeines
Das Naturschutzgebiet mit dem Kennzeichen NSG HA 112 ist 825 Hektar groß. Davon entfallen 658,2 Hektar auf den Landkreis Diepholz und 166,8 Hektar auf den Landkreis Nienburg. Im Nordosten grenzt es kleinflächig an ein Teilgebiet des Landschaftsschutzgebietes „Sulinger Moor und Maasener Moor“. Das Gebiet steht seit dem 9. Oktober 1986 unter Naturschutz. Zuständige untere Naturschutzbehörden sind die Landkreise Diepholz und Nienburg.

## Beschreibung

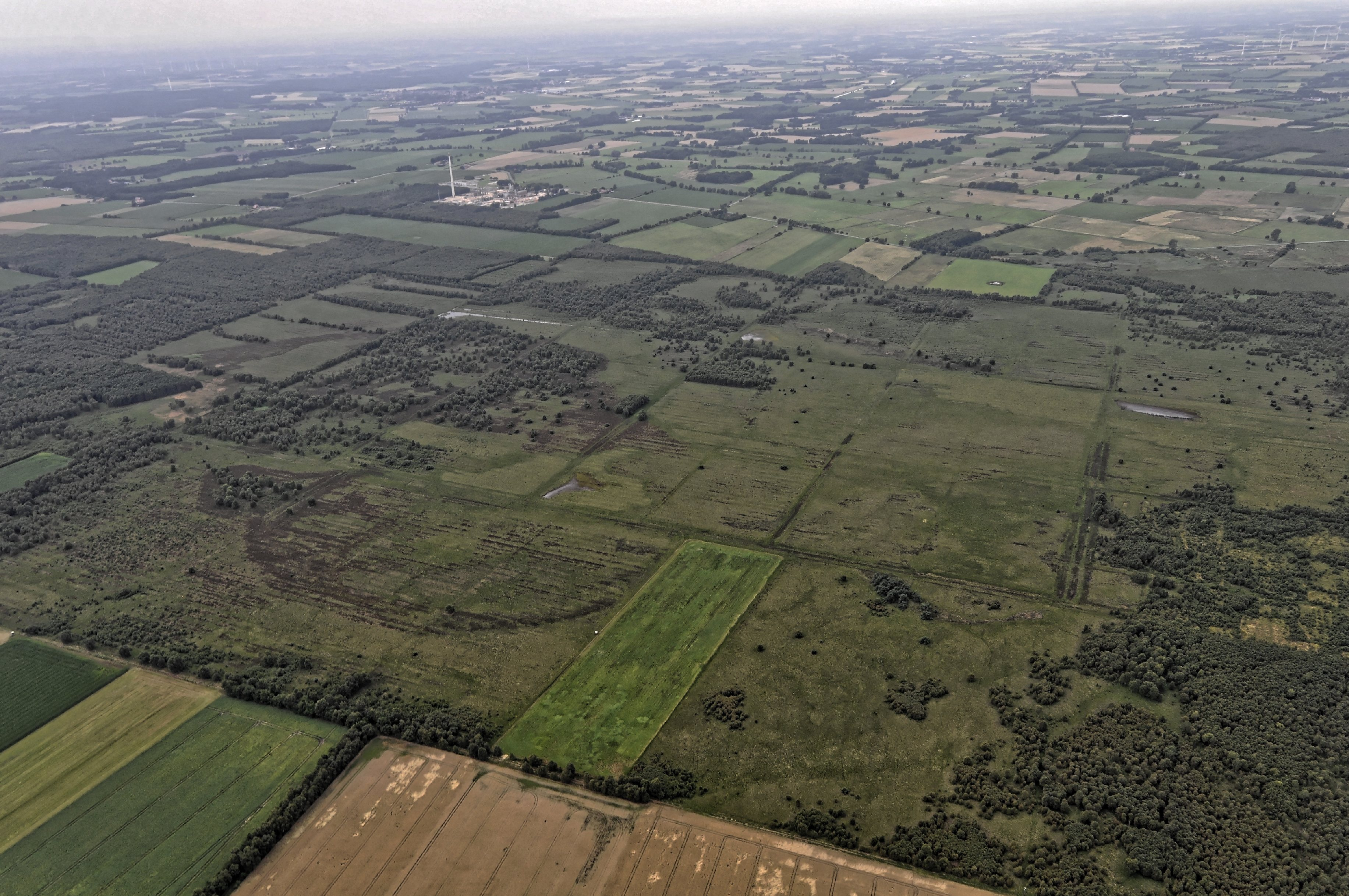
Siedener Moor (Luftbild)

Das Naturschutzgebiet liegt südöstlich von Sulingen in der Diepholzer Moorniederung. Es stellt ein Hochmoorgebiet unter Schutz, in dessen nördlichem Bereich neben sich regenerierenden Handtorfstichen auch nicht abgetorfte Hochmoorflächen zu finden sind. Der südliche Bereich besteht aus einem industriell abgetoften Hochmoorgebiet, das durch Wiedervernässung renaturiert wird. In den Randbereichen des Naturschutzgebietes schließen sich als Grünland und Waldflächen, aber zunächst auch noch ackerbaulich genutzte Flächen an. Die ackerbaulich genutzten Flächen sollen nach der Unterschutzstellung des Gebietes in Grünland oder Brachland umgewandelt werden.
Das Moorgebiet wird über Gräben und Siede bzw. Allerbeeke zur Großen Aue, die südlich von Nienburg in die Weser fließt, entwässert. Im mittleren Bereich des Naturschutzgebietes schließt sich östlich der Siede das Naturschutzgebiet „Borsteler Moor“ an.